# Baban Kirkuki
Baban Kirkuki (Kirkoek, 1974) is een Iraaks-Nederlands dichter en schrijver.

## Leven en werk
Kirkuki groeide op in Kirkoek, waar hij Arabische taal- en letterkunde studeerde. Op zestienjarige leeftijd begon hij met het schrijven van poëzie. In 1999 vluchtte hij richting Duitsland, maar belandde in Nederland. Kirkuki woont en werkt in Utrecht.
Kirkuki leest op diverse literaire podia en festivals voor uit zijn werk, onder meer bij Dichters in de Prinsentuin, De Rode Hoed, het LiteSide festival in de Westergasfabriek en het Huis van de Poëzie in het Centraal Museum te Utrecht. In 2006 debuteerde Kirkuki met Op weg naar Ararat dat 29 gedichten bevat over Koerdistan. Ook in zijn tweede dichtbundel Lontananza dat in 2009 verscheen staat het verlangen naar zijn geboorteland.
In 2011 ontving Kirkuki van de gemeente Utrecht het C.C.S. Crone-stipendium. De jury zei te zijn getroffen door de urgentie en het politieke engagement van het werk van de Iraaks-Koerdische dichter. Doorslaggevend vond de jury dat de dichter een poëtische vorm heeft gevonden die zijn gedichten uittilt boven de aanleiding waaruit zij voortkomen. In 2010 en 2011 was Kirkuki enkele weken te gast bij Pen Vlaanderen in Antwerpen. Tijdens zijn laatste verblijf schreef hij in opdracht van het Letterenhuis het verhaal Kelders.
Kirkuki is lid van het Utrechts Dichtersgilde, dat in 2009 werd opgericht rond Ingmar Heytze. Hij droeg de Letters 833 t/m 988 bij aan de Letters van Utrecht. 

## Publicaties

### Dichtbundel
- Op weg naar Ararat. Utrecht, 2006.
- Lontananza. Leuven, Uitgeverij P, 2009.
- Territorium. Leuven, Uitgeverij P, 2011.
- Licht onbekend. Leuven, Uitgeverij P, 2013.

### Proza
- Kelders. Antwerpen, Zuurvrij, Het Letterenhuis, 2011.

### Bloemlezing
- De 100 beste gedichten VSB poëzieprijs 2014, (Delen), Uitgeverij De Arbeiderspers, Amsterdam 2014
- Utrecht stad van het midden, fotograaf Martin van Thiel, (Nest van vrijheid / Vannacht), Uitgeverij Dichterbij Beeld, Utrecht 2013
- Utrecht Gedicht (De vlam van de stad), Het Literatuurhuis / Kunstliefde, Utrecht 2013
- Het Utrechts Dichtersgilde gaat dwars door de stad (Zoeken naar vertrek / Dagboek van het verleden / Ik, mijn schoenen en mijn jas / Hommage aan Rumi), Uitgeverij De Contrabas, Utrecht 2013
- Hoofdletter Zin Punt / Dichters in de Prinsentuin (Wil je terug gaan?), Uitgeverij kleine Uil, Groningen 2012
- Boem Paukeslag! de mooiste muziekgedichten (Nog steeds), Rainbow Pocketboeken, Amsterdam 2012
- De 100 beste gedichten VSB Poëzieprijs 2012 (Ongebroken ei), Uitgeverij De Arbeiderspers, Amsterdam 2012
- Savannah's Silver Stories (Savannah Bay), Savannah Bay, Utrecht 2009
- Dichters in de Prinsentuin (De ziel), Uitgeverij kleine Uil, Groningen 2008

## Prijzen
- C.C.S. Crone-stipendium, Utrecht, 2011[3]